# 1762 en philosophie
Chronologie de la philosophie
- 1758
- 1759
- 1760
- 1761
- 1762
- 1763
- 1764
- 1765
- 1766

L’année 1762 a été marquée, en philosophie, par les événements suivants :

## Publications
- François Hemsterhuis : Lettre sur une pierre antique.

- Henry Home : Elements of Criticism.
- Emmanuel Kant : L'unique fondement possible d'une démonstration de l'existence de Dieu.

- Jean-Jacques Rousseau : 
  - Le Lévite d'Éphraïm;
  - Émile ou De l'éducation — Dans lequel est inclus La Profession de foi du vicaire savoyard au livre IV;
  - Du contrat social.

## Décès
- 29 novembre à Niida (faubourg de l’actuelle ville d’Ōdate, dans la préfecture d'Akita): Andō Shōeki (安藤昌益?) est un médecin philosophe (maître-confucéen) japonais né en 1703 (an 16 de l'ère Genroku) et mort au même endroit en 1762 (an 12 de l'ère Hōreki).